# Шюц, Альфред
Альфред Шюц  (нем. Alfred Schütz; в некоторых источниках А. Шютц; 13 апреля 1899, Вена, Австро-Венгрия — 20 мая 1959, Нью-Йорк, США) — австрийский социолог и философ еврейского происхождения, основоположник феноменологической социологии. Предложил собственную версию понимающей социологии, в которой изучил процессы становления человеческих представлений о социальном мире.

## Биография
Родился в Вене, где учил законоведение. Изучал юриспруденцию и экономику вместе с Хайеком у профессора фон Мизеса. Служил юрисконсультом в банковских фирмах, одновременно посвящая себя научным занятиям. В 1939 г. в связи с «аншлюсом» Австрии Шюц эмигрировал в Соединённые Штаты, где смог вступить в нью-йоркскую Новую школу социальных исследований. Его вдохновляли Анри Бергсон, венская экономическая школа и мышление Эдмунда Гуссерля, его прямого наставника. Здесь он долгое время преподавал и работал над своими книгами, не имея полноправной научной должности (он получил такую должность лишь в 1952 г.).
С 1952 Альфред Шюц стал профессором социологии нью-йоркской Новой школы социальных исследований.
Свой первый труд «Смысловая структура повседневного мира» опубликовал в 1932, ещё будучи в Вене. Работа была высоко оценена основоположником феноменологии Эдмундом Гуссерлем. В ней заложены основные идеи, предпринята попытка философского обоснования социальных наук на основе гуссерлевской описательной феноменологии. Тем самым Шюц стремился выполнить поставленную Гуссерлем задачу восстановления связи абстрактных научных категорий с «жизненным миром», понимаемым как мир непосредственной человеческой жизнедеятельности, мир культуры. Шюц постарался подвести философскую основу под методологическую перспективу и основные категории Макса Вебера. Его мышление нашло новые возможности в умственном диалоге с предшествующими авторами прагматической ориентации, такими как Джордж Герберт Мид и Джон Дьюи. Работа Шюца, мало известная, повлияла на современную социологическую теорию через труды Бергера и Лукмана, а также через этнометодологический подход Гарфинкеля и Сикурела.
Опираясь на свою теорию, Шюц исследовал структуры мотивов социального действия, формы и методы обыденного сознания, структуру человеческого общения, социального восприятия, рациональности и др., а также проблемы методологии и процедуры социального познания. Результаты этих исследований, изложенные в большом количестве изданий его работ в 1970—1980-е годы, широко распространялись среди профессиональных социологов.

## Некоторые из основных идей, развитых Шюцем
- Социальная реальность: Совокупность предметов и событий общественного культурного мира, так как его испытывает общий смысл людей, которые проводят своё повседневное существование между себе подобными, связанные с ними множеством отношений взаимодействия. Это мир культурных объектов и социальных институтов, в котором все мы родились, в котором мы должны передвигаться и который мы должны понимать.
- Жизненный мир: Человек постоянно участвует в сфере реальности в одновременно неизбежных и шаблонных формах (кажущихся «очевидными»). Та область, в которую он может вмешиваться и которую он может модифицировать, оперируя в ней своим живым организмом, называется миром повседневной жизни.
- Биографическая ситуация: В условиях, ограничивающих жизнь, Шюц установил два типа элементов: 1) Те, что управляемы или могут быть управляемы; 2) Те, что находятся вне или за возможностью управления. Индивид, действующий в мире, пытается изменить мир, который его окружает. Биографическая ситуация обуславливает образ определения места действия, интерпретации возможностей и принятия решений.
- Предвосхищенная ретроспекция. Мыслительная операция, которая предполагает, что индивид в своем воображении смотрит на то, что случится в будущем, как на нечто уже совершившееся[2].

## Работы
- «Избранные статьи» (1971)
- «Феноменология социального мира» (1972)
- «Структуры жизненного мира» (1974)

### Публикации работ на русском

#### Монографии
- Шютц Альфред. Смысловая структура повседневного мира: очерки по феноменологической социологии / Сост. А. Я. Алхасов; Пер. с англ. А. Я. Алхасова, Н. Я. Мазлумяновой; Научн. ред. перевода Г. С. Батыгин, М.: Институт Фонда «Общественное мнение», 2003, 336 с. — ISBN 5-93947-012-2.
- Шюц А. Избранное: мир, светящийся смыслом. Пер. с нем. и англ.: В. Г. Николаев и др.; сост.: Н. М. Смирнова; общ. и науч. ред., послесл. Н. М. Смирновой. — М.: РОССПЭН, 2004. — 1056 с. — ISBN 5-8243-0513-7.

#### Статьи
- Шютц А. Некоторые структуры жизненного мира // Философия языка и семиотика. — Иваново: ИвГУ, 1995. — С. 213–229.(перевод Портнов А. Н.)
- Шютц А. Некоторые структуры жизненного мира // NOOS. 2001. Вып. 1. — С. 191–209. (перевод Портнов А. Н., Кукарцева М. А.)
- Шютц А. Некоторые структуры жизненного мира // Личность. Культура. Общество. — 2007. — Вып. 2 (36). — С. 52–68. (перевод Портнов А. Н., Кукарцева М. А.)